# Quang Phong, Quế Phong
Quang Phong là một xã thuộc huyện Quế Phong, tỉnh Nghệ An, Việt Nam.
Xã Quang Phong có diện tích 168,61 km², dân số năm 1999 là 4928 người, mật độ dân số đạt 29 người/km².